# Чжучэнцератопс
Чжучэнцератопс (лат. Zhuchengceratops) — род растительноядных динозавров из группы цератопсов. Жили в позднем меловом периоде на территории современного Китая. Его окаменелости были найдены в местности Kugou, Zhucheng County, относящейся к геологической формации Wangshi Group. Впервые описан палеонтологами Xing Xu, Kebai Wang, Xijin Zhao, Corwin Sullivan и Shuqing Chen в 2010 году и отнесён к семейству Leptoceratopsidae. Единственный вид — Zhuchengceratops inexpectus.